# کلاب نوستالژی آینده
کلاب نوستالژی آینده (به انگلیسی: Club Future Nostalgia) یک آلبوم ریمیکس از خواننده اهل بریتانیا دوآ لیپا و دی‌جی اهل آمریکا د بلیست مدونا است. این آلبوم در ۲۸ اوت ۲۰۲۰ به‌عنوان آلبوم دی‌جی میکس دومین آلبوم استودیویی لیپا، نوستالژی آینده (۲۰۲۰) ازطریق وارنر رکوردز منتشر شد. کلاب نوستالژی آینده توسط مجموعه‌ای از دی‌جی‌ها و تهیه‌کننده‌های مختلفی مانند اندرو وات و مارک رانسون ساخته شد. این آلبوم با همراهی هنرمندهای مهمانی همچون مدونا، میسی الیوت، گوئن استفانی، بلک پینک است.